# Aéroport d'Anaco
Pour les articles homonymes, voir Anaco et AAO.
L'Aéroport d'Anaco (code IATA : AAO • code OACI : SVAN) est un aéroport desservant la ville d'Anaco, au Venezuela.